# Humbug (Marvel)
Buck Mitty, connu sous le nom de Humbug, est un personnage fictif apparaissant dans les bandes dessinées américaines publiées par Marvel Comics. Humbug est à l'origine un super-villain mais deviens plus tard un super-héros et un membre des Heroes for Hire.

## Pouvoirs et capacités
Il utilise des cassettes audio et une série d'amplificateurs pour diffuser les bruits de diverses espèces d'insectes, ce qui peut en neutraliser d'autres ou endommager le matériel.
Dès son apparition dans Deadpool, il commence à démontrer sa capacité à communiquer avec les insectes.
À la suite de Heroes for Hire #9, Humbug reçoit une augmentation massive de ses pouvoirs, ainsi qu'une combinaison spéciale. Il démontre sa force surhumaine, sa vitesse, son agilité, ses sens et sa capacité à communiquer avec tout insectoïde dans le monde et possiblement au-delà de la Terre.
Lorsque La Chatte noire détruit son casque, on découvre que sa peau a pris une apparence d'insecte.
Cependant, il a été révélé que la combinaison elle-même était infestée d'insectes de la ruche terrestre lorsque le casque poussait sur les pattes[Quoi ?]. Le casque d'insectes montre sa capacité à tirer un rayon laser suggérant que la plupart des nouvelles capacités de Humbug provenaient de l'exo-costume ou des insectes qu'il contenait.